# Jacopo Bernardi

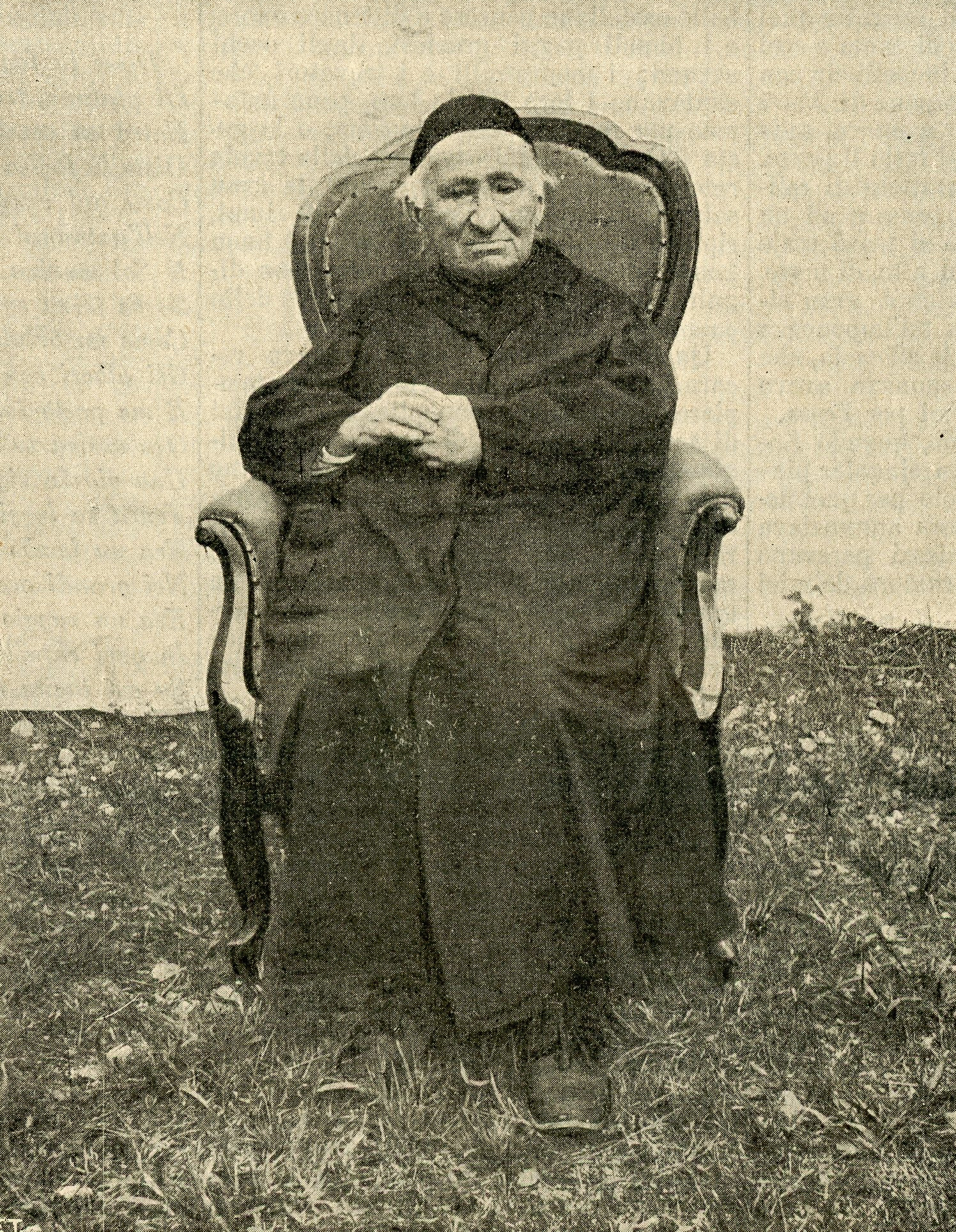
Monsignor Jacopo Bernardi

Jacopo Bernardi (Follina, 19 dicembre 1813 – Follina, 9 ottobre 1897) è stato un presbitero, educatore e patriota italiano.

## Biografia

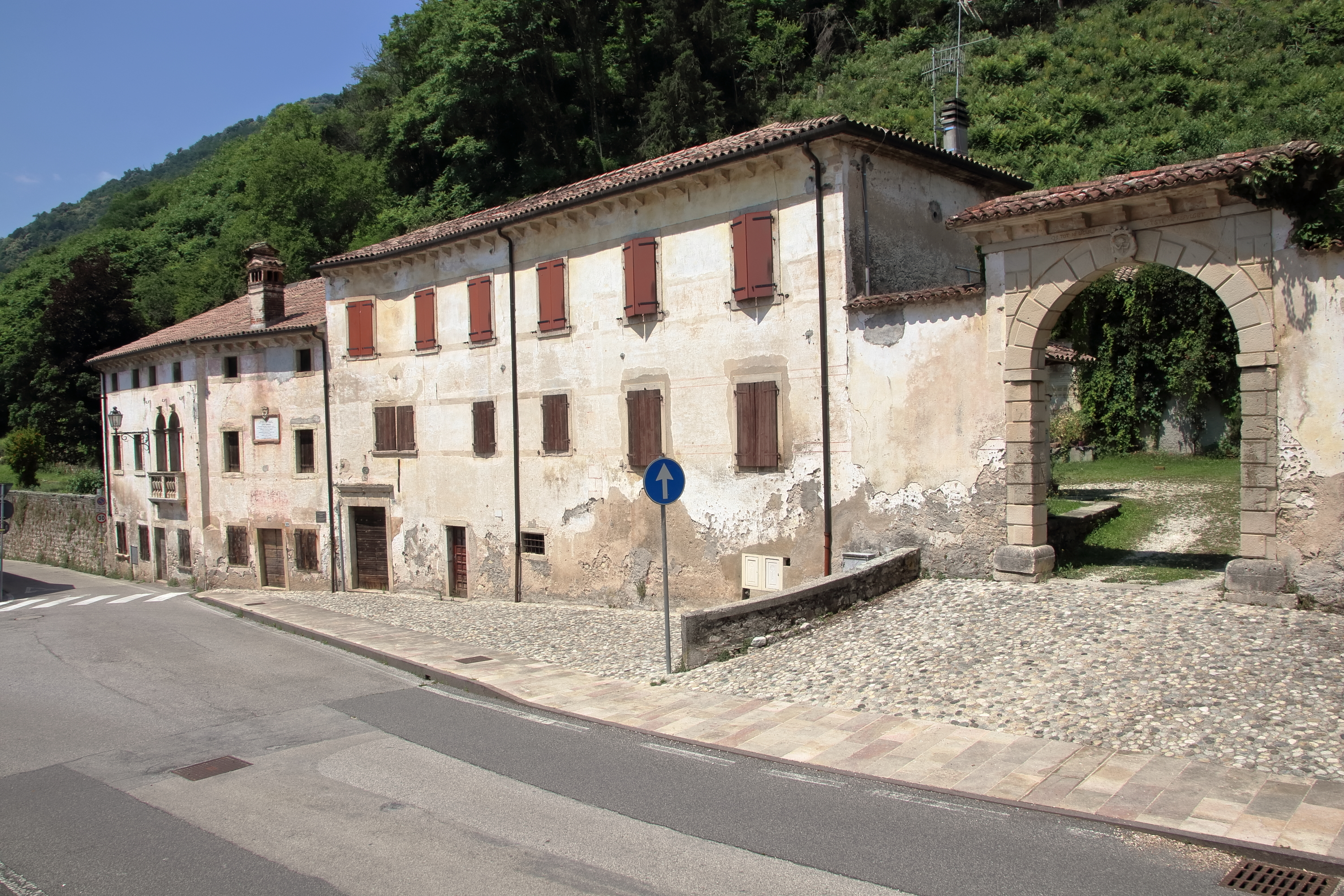
Palazzo Bernardi Tarzoni, a Follina. Casa natale di Jacopo Bernardi.

Aveva natali illustri: era figlio di Bernardo e di Caterina Soranzo, l'uno nobile di lontana di origine fiorentina, l'altra appartenente all'ex patriziato veneziano. Attese agli studi classici nel seminario di Ceneda e in quella diocesi fu ordinato sacerdote il 26 giugno 1836. Passò all'università di Padova dove conseguì la laurea in filosofia il 4 aprile 1837. Non aveva ancora vent'anni quando cominciò ad insegnare letteratura nel seminario di Ceneda. Nel 1840 fu a Roma al seguito del vescovo di Ceneda Antonino Bernardo Squarcina e nell'occasione venne presentato a papa Gregorio XVI.
Partecipò al congresso degli scienziati tenuto a Padova nel 1842 e a Napoli nel 1845. In quest'ultima occasione parlò dell'importanza degli enti caritatevoli, delle condizioni dei contadini e della colonizzazione della terre lombarde di Sicilia. Nel 1844 divenne socio dell'Ateneo Veneto e con studi e conferenze pose l'accento sulle condizioni delle classi indigenti. 
Nel 1847 fu incaricato di predicare a Capodistria durante la quaresima; da questa esperienza concepì le dodici Lettere sull'Istria. 
Nel 1848-49 fu a Venezia, dove era stata instaurata la Repubblica di San Marco. Strinse amicizia con Daniele Manin, Angelo Mengaldo e Niccolò Tommaseo; quest'ultimo gli assegnò l'insegnamento di filosofia teorico-pratica presso il liceo di Santa Caterina. Durante l'assedio ad opera degli Austriaci svolse la mansione di cappellano militare.
Dopo la caduta della città tornò a Follina dove riprese gli studi. Nel 1850 diede alle stampe il Saggio di studii sulla podestà patria e sull'educazione. Nel 1851, mentre si trovava a Firenze chiamato a predicare nella chiesa di San Lorenzo, la sua casa fu perquisita dalle forze dell'ordine; prudentemente, decise di chiedere asilo al Regno di Sardegna. Soggiornò a Torino presso Federico Sclopis e qui venne a contatto con Pietro Paleocapa, Domenico Berti, Domenico Carutti, Carlo Boncompagni. Poco dopo si trasferì a Pinerolo in qualità di segretario del vescovo Lorenzo Renaldi; più tardi divenne direttore degli studi nel collegio vescovile, docente di lettere e filosofia nel liceo, di storia ecclesiastica ed eloquenza nel seminario, delegato scolastico, vicario generale e, in ultima, vicario capitolare. Furono questi gli anni più fecondi anche dal punto di vista culturale: divenne presidente della Lega italiana per gli studi sull'infanzia e lavorò a riviste pedagogiche e di cultura; strinse legami con alcune intellettuali piemontesi di spicco, come Ferrante Aporti, Raffaello Lambruschini, Vincenzo De Castro, e fu in contatto epistolare con Amedeo I di Spagna e la consorte Maria Vittoria dal Pozzo della Cisterna. Nel 1858 venne nominato socio della Deputazione di storia patria di Torino ed ebbe numerosi altri incarichi e onorificenze, fra cui un seggio in Senato (rifiutato). Nel 1859 fondò una casa di riposo a Pinerolo che in seguito gli fu intitolata.
Nel 1877 tornò a Venezia dove venne assorbito dall'impegno nell'apostolato e negli istituti di beneficenza (fu tra l'altro presidente della Congregazione di carità).